# Anumeta quatuor
Anumeta quatuor là một loài bướm đêm trong họ Erebidae.